# Clerodendrum godefroyi
Clerodendrum godefroyi là một loài thực vật có hoa trong họ Hoa môi. Loài này được Kuntze mô tả khoa học đầu tiên năm 1891.